# Vouthon-Bas
Vouthon-Bas är en kommun i departementet Meuse i regionen Grand Est (tidigare regionen Lorraine) i nordöstra Frankrike. Kommunen ligger i kantonen Gondrecourt-le-Château som tillhör arrondissementet Commercy. År 2022 hade Vouthon-Bas 40 invånare.

## Befolkningsutveckling
Antalet invånare i kommunen Vouthon-Bas
| Referens: INSEE |